# US Open 1999
Lo US Open 1999 è stata la 119ª edizione dello US Open e quarta prova stagionale dello Slam. Si è disputato dal 30 agosto al 12 settembre 1999 al USTA Billie Jean King National Tennis Center in Flushing Meadows di New York negli Stati Uniti. 
Il singolare maschile è stato vinto dallo statunitense Andre Agassi, che si è imposto sul connazionale Todd Martin in cinque set col punteggio di 6–4, 6(5)–7, 6(2)–7, 6–3, 6–2. Il singolare femminile è stato vinto dalla statunitense Serena Williams, che ha battuto in finale la svizzera Martina Hingis. 
Nel doppio maschile si sono imposti Sébastien Lareau e Alex O'Brien. Nel doppio femminile hanno trionfato Serena Williams e Venus Williams. 
Nel doppio misto la vittoria è andata alla giapponese Ai Sugiyama, in coppia con Mahesh Bhupathi.

## Risultati

### Singolare maschile
Andre Agassi ha battuto in finale  Todd Martin con il punteggio di 6–4, 6(5)–7, 6(2)–7, 6–3, 6–2.

### Singolare femminile
Serena Williams ha battuto in finale  Martina Hingis con il punteggio di 6–3, 7–6(4).

### Doppio maschile
Sébastien Lareau /  Alex O'Brien hanno battuto in finale  Mahesh Bhupathi /  Leander Paes con il punteggio di 7–6(7), 6–4.

### Doppio femminile
Serena Williams /  Venus Williams hanno battuto in finale  Chanda Rubin /  Sandrine Testud con il punteggio di 4–6, 6–1, 6–4.

### Doppio misto
Ai Sugiyama /  Mahesh Bhupathi hanno battuto in finale  Kimberly Po /  Donald Johnson con il punteggio di 6–4, 6–4.

## Junior

### Singolare ragazzi
Jarkko Nieminen ha battuto in finale  Kristian Pless con il punteggio di 6–7, 6–3, 6–4.

### Singolare ragazze
Lina Krasnoruckaja ha battuto in finale  Nadia Petrova con il punteggio di 6–3, 6–2.

### Doppio ragazzi
Julien Benneteau /  Nicolas Mahut hanno battuto in finale  Tres Davis /  Alberto Francis con il punteggio di 6–4, 3–6, 6–1.

### Doppio ragazze
Dája Bedáňová /  Iroda Tulyaganova hanno battuto in finale  Galina Fokina /  Lina Krasnoruckaja con il punteggio di 6–3, 6–4.